# EHF Cup 2012-2013 (pallamano maschile)
La EHF Cup 2012-2013 è la 32ª edizione del secondo torneo europeo di pallamano maschile in ordine di importanza dopo la EHF Champions League.

Esso è organizzato dall'European Handball Federation, la federazione europea di pallamano.

La competizione è iniziata l'8 settembre 2012 e si è conclusa il 19 maggio 2013.

La squadra campione in carica era il Frisch Auf Göppingen che aveva vinto la finale dell'edizione 2011-2012 contro il Dunkerque HB.

## Formula
- Turni di qualificazione: vengono disputati tre turni di qualificazione con la formula della eliminazione diretta con partite di andata e ritorno.
- Fase a gironi: vengono disputati quattro gruppi da quattro squadre con gare di andata e ritorno. Le prime due di ogni girone si qualificano alla fase ai quarti di finale.
- Quarti di finale: le otto squadre qualificate dalla fase precedente disputano i quarti di finale con la formula della eliminazione diretta con partite di andata e ritorno.
- Final Four: per la prima volta vengono disputate le Final Four del torneo; le semifinali e le finali saranno giocate il 18 e il 19 maggio; la località non è ancora stata stabilita.

## Primo turno qualificazione
| Squadra 1                  | Squadra 2                | Andata                           | Ritorno                              | Totale  |
| -------------------------- | ------------------------ | -------------------------------- | ------------------------------------ | ------- |
| Sporting Clube             | Ystads IF                | Odivelas, 8 settembre 2012       | Ystad, 16 settembre 2012             | 53 - 59 |
| Sporting Clube             | Ystads IF                | 27 - 22                          | 26 - 37                              | 53 - 59 |
| RK Borac Banja Luka        | KH BESA Famiglia         | Banja Luka, 8 settembre 2012     | Peć, 15 settembre 2012               | 63 - 44 |
| RK Borac Banja Luka        | KH BESA Famiglia         | 31 - 22                          | 32 - 22                              | 63 - 44 |
| FH Hafnafjordur            | HC Mojkovac              | Hafnarfjörður, 14 settembre 2012 | Hafnarfjörður, 15 settembre 2012     | 57 - 31 |
| FH Hafnafjordur            | HC Mojkovac              | 32 - 12                          | 25 - 19                              | 57 - 31 |
| Pfadi Winterthur           | SL Benfica               | Winterthur, 8 settembre 2012     | Lisbona, 15 settembre 2012           | 48 - 55 |
| Pfadi Winterthur           | SL Benfica               | 21 - 28                          | 27 - 27                              | 48 - 55 |
| RK Maribor                 | HB Dudelange             | Maribor, 8 settembre 2012        | Dudelange, 15 settembre 2012         | 66 - 52 |
| RK Maribor                 | HB Dudelange             | 39 - 24                          | 27 - 28                              | 66 - 52 |
| HK Lovosice                | HC Zamet                 | Lovosice, 8 settembre 2012       | Fiume, 15 settembre 2012             | 59 - 56 |
| HK Lovosice                | HC Zamet                 | 27 - 23                          | 32 - 33                              | 59 - 56 |
| Permskie Medvedi           | PGU-Kartina TV Tiraspol  | Perm', 8 settembre 2012          | Perm', 9 settembre 2012              | 80 - 49 |
| Permskie Medvedi           | PGU-Kartina TV Tiraspol  | 37 - 20                          | 43 - 29                              | 80 - 49 |
| European University Cyprus | HC Odorheiu Secuiesc     | Nicosia, 8 settembre 2012        | Odorheiu Secuiesc, 15 settembre 2012 | 43 - 61 |
| European University Cyprus | HC Odorheiu Secuiesc     | 28 - 30                          | 15 - 31                              | 43 - 61 |
| HIT medalp Tirol           | RK Siscia                | Volders, 8 settembre 2012        | Siscia, 15 settembre 2012            | 48 - 57 |
| HIT medalp Tirol           | RK Siscia                | 26 - 25                          | 22 - 32                              | 48 - 57 |
| HC Meshkov Brest           | Handball Club Conversano | Brėst, 8 settembre 2012          | Brėst, 9 settembre 2012              | 72 - 42 |
| HC Meshkov Brest           | Handball Club Conversano | 38 - 19                          | 34 - 23                              | 72 - 42 |
| AC Diomidis Argous         | AEK                      | Argo, 8 settembre 2012           | Atene, 15 settembre 2012             | 60 - 47 |
| AC Diomidis Argous         | AEK                      | 30 - 18                          | 30 - 29                              | 60 - 47 |
| United HC Tongeren         | Elverum Handball Herrer  | Tongeren, 8 settembre 2012       | Elverum, 15 settembre 2012           | 54 - 66 |
| United HC Tongeren         | Elverum Handball Herrer  | 25 - 26                          | 29 - 40                              | 54 - 66 |
| Balatonfüredi KSE          | HC Kehra                 | Balatonfüred, 8 settembre 2012   | Kehra, 15 settembre 2012             | 51 - 47 |
| Balatonfüredi KSE          | HC Kehra                 | 24 - 25                          | 27 - 22                              | 51 - 47 |
| IFK Kristianstad           | HC Sporta Hlohovec       | Kristianstad, 8 settembre 2012   | Hlohovec, 15 settembre 2012          | 59 - 45 |
| IFK Kristianstad           | HC Sporta Hlohovec       | 31 - 24                          | 28 - 21                              | 59 - 45 |
| Nilüfer Belediyespor       | Tauron Stal Mielec       | Bursa, 8 settembre 2012          | Bursa, 9 settembre 2012              | 50 - 84 |
| Nilüfer Belediyespor       | Tauron Stal Mielec       | 29 - 42                          | 21 - 42                              | 50 - 84 |
| HC Kumanovo                | HC Dobrudja              | Kumanovo, 8 settembre 2012       | Kumanovo, 9 settembre 2012           | 65 - 46 |
| HC Kumanovo                | HC Dobrudja              | 30 - 20                          | 35 - 26                              | 65 - 46 |
| HV KRAS/Volendam           | BSV Berna                | Volendam, 8 settembre 2012       | Berna, 15 settembre 2012             | 51 - 41 |
| HV KRAS/Volendam           | BSV Berna                | 26 - 23                          | 25 - 18                              | 51 - 41 |
| London GD HC               | KIF Kolding              | Kolding, 15 settembre 2012       | Kolding, 16 settembre 2012           | 32 - 88 |
| London GD HC               | KIF Kolding              | 16 - 46                          | 16 - 42                              | 32 - 88 |

## Secondo turno qualificazione
| Squadra 1                    | Squadra 2               | Andata                             | Ritorno                       | Totale  |
| ---------------------------- | ----------------------- | ---------------------------------- | ----------------------------- | ------- |
| HC Odorheiu Secuiesc         | Beşiktaş Istanbul       | Odorheiu Secuiesc, 13 ottobre 2012 | Istanbul, 20 ottobre 2012     | 69 - 70 |
| HC Odorheiu Secuiesc         | Beşiktaş Istanbul       | 40 - 33                            | 29 - 37                       | 69 - 70 |
| IFK Kristianstad             | Eskilstuna Guif         | Kristianstad, 13 ottobre 2012      | Eskilstuna, 20 ottobre 2012   | 47 - 48 |
| IFK Kristianstad             | Eskilstuna Guif         | 24 - 22                            | 23 - 26                       | 47 - 48 |
| HC Kumanovo                  | Sungul Snezhinsk        | Kumanovo, 13 ottobre 2012          | Čeljabinsk, 20 ottobre 2012   | 58 - 61 |
| HC Kumanovo                  | Sungul Snezhinsk        | 27 - 26                            | 31 - 35                       | 58 - 61 |
| HV KRAS/Volendam             | RK Koper                | Volendam, 13 ottobre 2012          | Capodistria, 20 ottobre 2012  | 56 - 59 |
| HV KRAS/Volendam             | RK Koper                | 31 - 32                            | 25 - 27                       | 56 - 59 |
| Tauron Stal Mielec           | Team Tvis Holstebro     | Mielec, 13 ottobre 2012            | Holstebro, 20 ottobre 2012    | 53 - 56 |
| Tauron Stal Mielec           | Team Tvis Holstebro     | 29 - 26                            | 24 - 30                       | 53 - 56 |
| Tatabanya KC                 | Elverum Handball Herrer | Tatabánya, 13 ottobre 2012         | Elverum, 20 ottobre 2012      | 46 - 59 |
| Tatabanya KC                 | Elverum Handball Herrer | 23 - 27                            | 23 - 32                       | 46 - 59 |
| Madeira SAD                  | AC Diomidis Argous      | Agía Triáda, 20 ottobre 2012       | Agía Triáda, 21 ottobre 2012  | 51 - 62 |
| Madeira SAD                  | AC Diomidis Argous      | 25 - 30                            | 26 - 32                       | 51 - 62 |
| Permskie Medvedi             | Wacker Thun             | Perm', 12 ottobre 2012             | Perm', 13 ottobre 2012        | 66 - 64 |
| Permskie Medvedi             | Wacker Thun             | 38 - 32                            | 28 - 32                       | 66 - 64 |
| SL Benfica                   | SSV Bozen Loacker       | Lisbona, 13 ottobre 2012           | Lisbona, 14 ottobre 2012      | 72 - 45 |
| SL Benfica                   | SSV Bozen Loacker       | 32 - 20                            | 40 - 25                       | 72 - 45 |
| KIF Kolding                  | HC Lovcen               | Glostrup, 12 ottobre 2012          | Vordingborg, 13 ottobre 2012  | 66 - 48 |
| KIF Kolding                  | HC Lovcen               | 34 - 17                            | 32 - 31                       | 66 - 48 |
| RK Nexe Našice               | HC Meshkov Brest        | Našice, 13 ottobre 2012            | Brėst, 20 ottobre 2012        | 60 - 66 |
| RK Nexe Našice               | HC Meshkov Brest        | 30 - 31                            | 30 - 35                       | 60 - 66 |
| RK Siscia                    | HK Dynamo Poltawa       | Poltava, 19 ottobre 2012           | Poltava, 20 ottobre 2012      | 46 - 45 |
| RK Siscia                    | HK Dynamo Poltawa       | 23 - 24                            | 23 - 21                       | 46 - 45 |
| HC Vardar Skopje             | HK Lovosice             | Skopje, 13 ottobre 2012            | Lovosice, 20 ottobre 2012     | 60 - 44 |
| HC Vardar Skopje             | HK Lovosice             | 36 - 19                            | 24 - 25                       | 60 - 44 |
| Handknattleiksfélag Kópavogs | RK Maribor              | Maribor, 20 ottobre 2012           | Maribor, 21 ottobre 2012      | 50 - 77 |
| Handknattleiksfélag Kópavogs | RK Maribor              | 25 - 42                            | 25 - 35                       | 50 - 77 |
| RK Vojvodina                 | Balatonfüredi KSE       | Novi Sad, 13 ottobre 2012          | Balatonfüred, 20 ottobre 2012 | 53 - 52 |
| RK Vojvodina                 | Balatonfüredi KSE       | 29 - 25                            | 24 - 27                       | 53 - 52 |
| HC Motor Zaporozhye          | FH Hafnafjordur         | Zaporižžja, 13 ottobre 2012        | Zaporižžja, 14 ottobre 2012   | 58 - 47 |
| HC Motor Zaporozhye          | FH Hafnafjordur         | 30 - 25                            | 28 - 22                       | 58 - 47 |
| SMD Bacau                    | Ystads IF               | Bacău, 13 ottobre 2012             | Bacău, 14 ottobre 2012        | 51 - 46 |
| SMD Bacau                    | Ystads IF               | 28 - 24                            | 23 - 22                       | 51 - 46 |

## Terzo turno qualificazione
| Squadra 1               | Squadra 2              | Andata                        | Ritorno                         | Totale  |
| ----------------------- | ---------------------- | ----------------------------- | ------------------------------- | ------- |
| Frisch Auf Göppingen    | HC Meshkov Brest       | Göppingen, 24 novembre 2012   | Brėst, 1º dicembre 2012         | 58 - 41 |
| Frisch Auf Göppingen    | HC Meshkov Brest       | 29 - 17                       | 29 - 24                         | 58 - 41 |
| RK Borac Banja Luka     | HT Tatran Prešov       | Banja Luka, 24 novembre 2012  | Prešov, 2 dicembre 2012         | 50 - 66 |
| RK Borac Banja Luka     | HT Tatran Prešov       | 25 - 36                       | 25 - 30                         | 50 - 66 |
| RK Siscia               | RK Maribor             | Sisak, 24 novembre 2012       | Maribor, 2 dicembre 2012        | 52 - 64 |
| RK Siscia               | RK Maribor             | 30 - 29                       | 22 - 35                         | 52 - 64 |
| AC Diomidis Argous      | Rhein-Neckar Löwen     | Loutraki, 24 novembre 2012    | Mannheim, 2 dicembre 2012       | 44 - 64 |
| AC Diomidis Argous      | Rhein-Neckar Löwen     | 27 - 27                       | 17 - 37                         | 44 - 64 |
| RK Koper                | FC Porto               | Capodistria, 24 novembre 2012 | Porto, 1º dicembre 2012         | 51 - 50 |
| RK Koper                | FC Porto               | 29 - 23                       | 22 - 27                         | 51 - 50 |
| HBC Nantes              | SL Benfica             | Nantes, 25 novembre 2012      | Lisbona, 1º dicembre 2012       | 51 - 49 |
| HBC Nantes              | SL Benfica             | 29 - 21                       | 22 - 28                         | 51 - 49 |
| Team Tvis Holstebro     | Saint-Raphael Handball | Holstebro, 25 novembre 2012   | Saint-Raphaël, 2 dicembre 2012  | 67 - 54 |
| Team Tvis Holstebro     | Saint-Raphael Handball | 35 - 19                       | 32 - 35                         | 67 - 54 |
| Eskilstuna Guif         | BM Aragona             | Eskilstuna, 24 novembre 2012  | Saragozza, 1º dicembre 2012     | 57 - 57 |
| Eskilstuna Guif         | BM Aragona             | 30 - 26                       | 27 - 31                         | 57 - 57 |
| SC Magdeburgo           | HC Vardar Skopje       | Magdeburgo, 23 novembre 2012  | Skopje, 2 dicembre 2012         | 56 - 55 |
| SC Magdeburgo           | HC Vardar Skopje       | 30 - 27                       | 26 - 28                         | 56 - 55 |
| Naturhouse La Rioja     | RK Vojvodina           | Logroño, 24 novembre 2012     | Novi Sad, 1º dicembre 2012      | 50 - 45 |
| Naturhouse La Rioja     | RK Vojvodina           | 28 - 19                       | 22 - 26                         | 50 - 45 |
| SMD Bacau               | Maccabi Rishon Le Zion | Bacău, 23 novembre 2012       | Rishon LeZion, 1º dicembre 2012 | ?       |
| SMD Bacau               | Maccabi Rishon Le Zion | ?                             | ?                               | ?       |
| Haslum HK               | Beşiktaş Istanbul      | Bekkestua, 24 novembre 2012   | Istanbul, 2 dicembre 2012       | ?       |
| Haslum HK               | Beşiktaş Istanbul      | ?                             | ?                               | ?       |
| Wisła Płock             | Sungul Snezhinsk       | Płock, 24 novembre 2012       | Čeljabinsk, 1º dicembre 2012    | ?       |
| Wisła Płock             | Sungul Snezhinsk       | ?                             | ?                               | ?       |
| Elverum Handball Herrer | Sloga Doboj            | Elverum, 25 novembre 2012     | Teslić, 1º dicembre 2012        | ?       |
| Elverum Handball Herrer | Sloga Doboj            | ?                             | ?                               | ?       |
| HC Motor Zaporozhye     | Alpla HC Hard          | Zaporižžja, 24 novembre 2012  | Hard, 1º dicembre 2012          | ?       |
| HC Motor Zaporozhye     | Alpla HC Hard          | ?                             | ?                               | ?       |
| KIF Kolding             | Permskie Medvedi       | Perm', 25 novembre 2012       | Kolding, 2 dicembre 2012        | ?       |
| KIF Kolding             | Permskie Medvedi       | ?                             | ?                               | ?       |

## Fase a gironi

### Girone A
|  | Pos. | Squadra | Pt | G | V | N | P | GF | GS | DR |
|  | ---- | ------- | -- | - | - | - | - | -- | -- | -- |
|  | 1.   | ?       | 0  | 0 | 0 | 0 | 0 | 0  | 0  | 0  |
|  | 2.   | ?       | 0  | 0 | 0 | 0 | 0 | 0  | 0  | 0  |
|  | 3.   | ?       | 0  | 0 | 0 | 0 | 0 | 0  | 0  | 0  |
|  | 4.   | ?       | 0  | 0 | 0 | 0 | 0 | 0  | 0  | 0  |

### Girone B
|  | Pos. | Squadra | Pt | G | V | N | P | GF | GS | DR |
|  | ---- | ------- | -- | - | - | - | - | -- | -- | -- |
|  | 1.   | ?       | 0  | 0 | 0 | 0 | 0 | 0  | 0  | 0  |
|  | 2.   | ?       | 0  | 0 | 0 | 0 | 0 | 0  | 0  | 0  |
|  | 3.   | ?       | 0  | 0 | 0 | 0 | 0 | 0  | 0  | 0  |
|  | 4.   | ?       | 0  | 0 | 0 | 0 | 0 | 0  | 0  | 0  |

### Girone C
|  | Pos. | Squadra | Pt | G | V | N | P | GF | GS | DR |
|  | ---- | ------- | -- | - | - | - | - | -- | -- | -- |
|  | 1.   | ?       | 0  | 0 | 0 | 0 | 0 | 0  | 0  | 0  |
|  | 2.   | ?       | 0  | 0 | 0 | 0 | 0 | 0  | 0  | 0  |
|  | 3.   | ?       | 0  | 0 | 0 | 0 | 0 | 0  | 0  | 0  |
|  | 4.   | ?       | 0  | 0 | 0 | 0 | 0 | 0  | 0  | 0  |

### Girone D
|  | Pos. | Squadra | Pt | G | V | N | P | GF | GS | DR |
|  | ---- | ------- | -- | - | - | - | - | -- | -- | -- |
|  | 1.   | ?       | 0  | 0 | 0 | 0 | 0 | 0  | 0  | 0  |
|  | 2.   | ?       | 0  | 0 | 0 | 0 | 0 | 0  | 0  | 0  |
|  | 3.   | ?       | 0  | 0 | 0 | 0 | 0 | 0  | 0  | 0  |
|  | 4.   | ?       | 0  | 0 | 0 | 0 | 0 | 0  | 0  | 0  |

## Quarti di finale
| Squadra 1 | Squadra 2 | Andata | Ritorno | Totale |
| --------- | --------- | ------ | ------- | ------ |
| ?         | ?         | ?      | ?       | ?      |
| ?         | ?         | ?      | ?       | ?      |
| ?         | ?         | ?      | ?       | ?      |
| ?         | ?         | ?      | ?       | ?      |
| ?         | ?         | ?      | ?       | ?      |
| ?         | ?         | ?      | ?       | ?      |
| ?         | ?         | ?      | ?       | ?      |
| ?         | ?         | ?      | ?       | ?      |

## Final Four
La final four si disputerà il 18 e 19 maggio 2013; la sede è ancora da definire.

### Semifinali
| Squadra 1 | Squadra 2 | Risultato         |
| --------- | --------- | ----------------- |
| ?         | ?         | ?, 18 maggio 2013 |
| ?         | ?         | ?                 |
| ?         | ?         | ?, 18 maggio 2013 |
| ?         | ?         | ?                 |

### Finale 3º posto
| Squadra 1 | Squadra 2 | Risultato         |
| --------- | --------- | ----------------- |
| ?         | ?         | ?, 19 maggio 2013 |
| ?         | ?         | ?                 |

### Finale 1º posto
| Squadra 1 | Squadra 2 | Risultato         |
| --------- | --------- | ----------------- |
| ?         | ?         | ?, 19 maggio 2013 |
| ?         | ?         | ?                 |